# Kluisbergen
Kluisbergen – miejscowość i gmina (gemeente) w Belgii, w Regionie Flamandzkim, w prowincji Flandria Wschodnia, w okręgu Oudenaarde. Leży nad Skaldą.

## Podział administracyjny
W skład gminy wchodzą cztery dzielnice (deelgemeente):
- Berchem
- Kwaremont (Quaremont)
- Ruien
- Zulzeke

## Historia
Nazwa pochodzi od nazwy Kluisberg. Gmina Kluisbergen posiada 120 hektarów lasu miejskiego; na jego terenie znajduje się w najwyższy szczyt Flandrii Wschodniej Hotondberg (150 m n.p.m.).

## Demografia
- Źródła: NIS, od 1806 do 1981= według spisu; od 1990 liczba ludności w dniu 1 stycznia

1 stycznia 2024 całkowita populacja Kluisbergen liczyła 6888 osób. Łączna powierzchnia gminy wynosi 30,63 km², co daje gęstość zaludnienia 225 mieszkańców na km².

## Współpraca
Miejscowość partnerska:
- Guînes, Francja